# InDuna
InDuna (ɪnˈduːnə, plural: izinDuna) ist ein Zulu-Titel mit der Bedeutung Ratgeber, Großer Führer, Botschafter, Kommandant einer Gruppe von Kriegern. Er kann auch die Bedeutung Sprecher oder Vermittler annehmen, da die izinDuna oft als Vermittler zwischen dem Volk und dem König auftreten. Der Titel war verdienten Beamten vorbehalten und wurde vom König oder Häuptling denjenigen Personen zugesprochen, die höchste Anerkennung für ihre Leistungen als Anführer, ihren Mut oder Dienst für die Gemeinschaft erworben hatten. Die izinDuna wurden regelmäßig zu Indaba (Diskussionsrunden) zusammengerufen um wichtige Angelegenheiten zu besprechen.
Bei den Ndebele in Simbabwe wurde der Titel auch kollektiv für eine Gruppe von Elite-Kämpfern unter der Führung eines inDuna benutzt.
Im Südafrikanischen Englisch und im Afrikaans hat sich der Begriff eingebürgert und wird dort häufig als Synonym für Boss oder Anführer benutzt. Auch Chairperson (Vorsitzender) und inDuna werden gelegentlich synonym verwendet.

## Persönlichkeiten
- Leander Starr Jameson (1853–1917), britischer Arzt und Politiker; er erhielt den Titel von Lobengula, dem Häuptling der Matabele (Ndebele) nachdem Starr erfolgreich dessen Gicht behandelt hatte.
- Mbopa, ein inDuna unter Shaka. Er war einer der Hauptverschwörer bei Shakas Ermordung durch seine Halbbrüder Dingane und Umhlangana.
- Ndlela kaSompisi war ein General der Zulu-Könige Shaka und Dingane; einer von Dinganes wichtigsten Ratgebern. Ndlela weigerte sich mehrfach, Mpande, den Halbbruder von Shaka und Dingane, zu ermorden. Dadurch wurde er zum Bewahrer der Blutlinie der Zulu-Monarchie, da alle folgenden Zulu-Könige Nachkommen von Mpande sind. Für diese Verweigerung wurde Ndlela erdrosselt.
- Ntshingwayo Khoza (kaMahole) war der Befehlshaber von König Cetshwayo (kaMpande). Er befehligte die Krieger, die die Britische Armee in der Schlacht bei Isandhlwana besiegten.
- Nathaniel Isaacs, ein britischer Abenteurer, erhielt den Titel inDuna Incoola (Principal Chief of Natal) von Shaka und zugleich große Ländereien.
- Tinos Rusere, „Rhodesian Induna“, war ein Gewerkschaftsvertreter der rhodesischen Bergleute in Südafrika. 1977 wurde er der inDuna der Gewerkschaft für alle Bergleute des südlichen Afrika in südafrikanischen Bergwerken.
- Joseph Leabua Jonathan war ein mine inDuna (Vorarbeiter) in Brakpan und wurde später der erste Premierminister von Lesotho.
- Die Sudwala Caves erhielten ihren Namen von dem Swati-inDuna Sudwala.

## Induna als Namensbestandteil
„Induna“ wird häufig als Namensbestandteil verwendet, um etwas oder jemanden Großes zu bezeichnen (≈ der Große), im wörtlichen wie im übertragenen Sinn:
- Ntabazinduna (Berg der Häuptlinge) ist der Name eines Berges nördlich von Bulawayo, Simbabwe.[4] Der Name bezieht sich auf den Brauch, izinDuna, die dem König unliebsam waren, von den Klippen zu werfen.[5]
- Induna, ein Rennpferd, das 1930 das South Australian Derby gewann.
- Induna, Kanadas größtes Krokodil (14 ft = 4,3 m, 1000 pounds = 454 kg) im Reptilia-Zoo in Vaughan, Ontario.

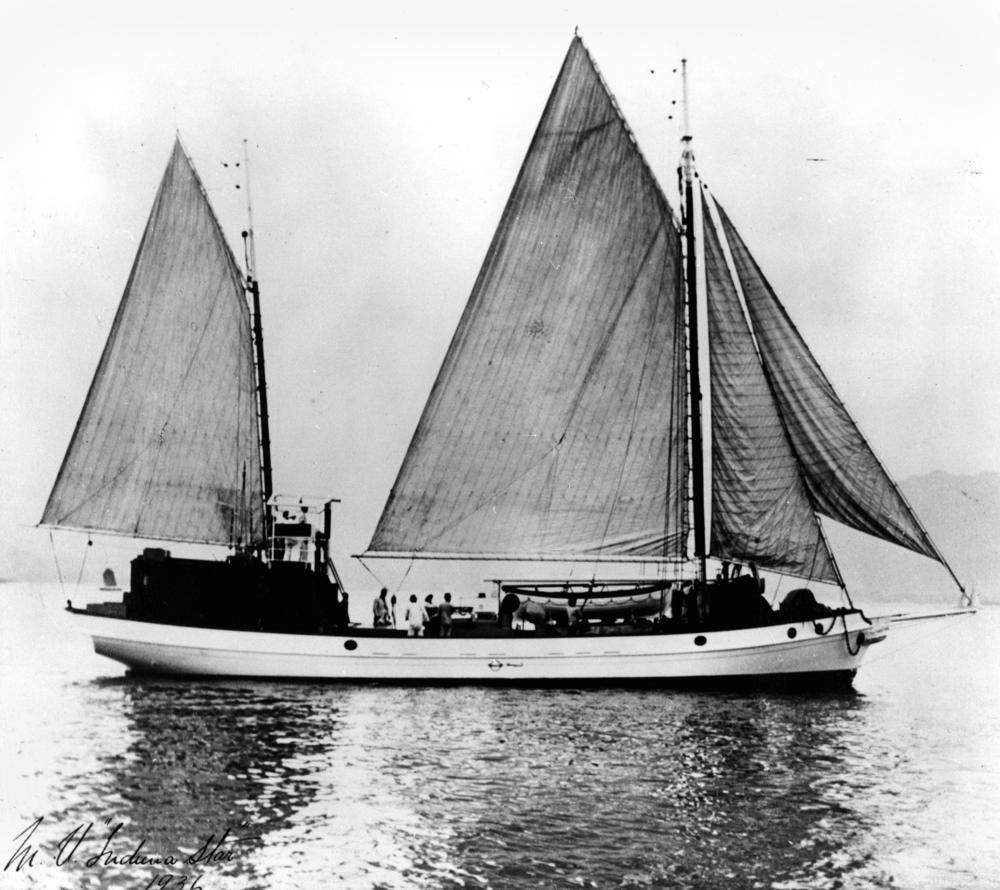
MV Induna Star

- 1899 entkam Winston Churchill als junger Kriegsberichterstatter aus einem Gefängnis in Pretoria und nutzte dazu die Induna[6], ein Linien-Dampfschiff, von der Maputo-Bucht (Delagoa Bay) nach Durban.[7]
- Die Induna war ein britischer Handels-Dampfer (5086 BRT), der im Zweiten Weltkrieg sank. Er war 1925 von A. Stephen & Sons Ltd. in Glasgow gebaut worden und wurde von dem deutschen U-Boot U 376 unter Kommandant Friedrich-Karl Marks[8] auf dem Weg von Reykjavík nach Murmansk versenkt. Von den 66 Insassen überlebten 28 und wurden von einem sowjetischen Minensucher gerettet.[9][10]
- Die Induna Star war eine australische, 81 Tonnen schwere Stahl-Ketsch.[11] Sie wurde im Zweiten Weltkrieg von Japanern gekapert und die Besatzung eingekerkert. Einige der Gefangenen starben bei der desaströsen Versenkung des Gefangenenschiffs, der Montevideo Maru, die durch ein amerikanisches U-Boot versenkt wurde.[12][13]
- Die Induna war ein Kombischiff, das ursprünglich in Deutschland unter dem Namen Habicht registriert war und von 1953 an unter südafrikanischer Flagge unter dem Namen Induna fuhr.